# André Krouwel

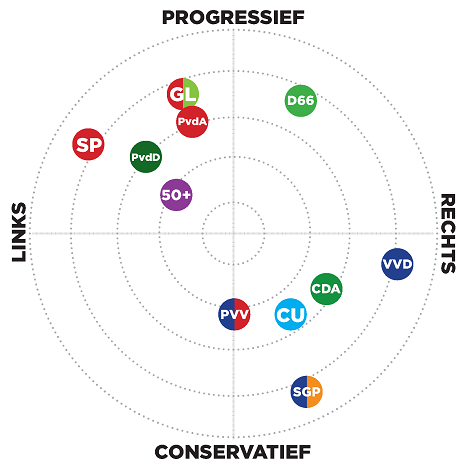
Een replica van André Krouwels model van de Nederlandse politieke ruimte tijdens de Tweede Kamerverkiezingen van 2012.

André Krouwel (Vianen, 3 november 1964) is een Nederlands politicoloog, als universitair hoofddocent verbonden aan de afdelingen Politicologie/Bestuurskunde en Communicatiewetenschappen van de Vrije Universiteit te Amsterdam. Krouwel is oprichter en mede-eigenaar van Kieskompas. Tevens is hij columnist bij VNG Magazine.

## Biografie
Krouwel studeerde vanaf 1985 politicologie aan de Vrije Universiteit Amsterdam. Hij promoveerde aan diezelfde universiteit in 1999 op een onderzoek naar de veranderende rol van politieke partijen in Europese democratieën in de periode 1945-1990. Daarnaast is hij geïnteresseerd in de opkomst (en ondergang) van nieuwe politieke partijen en politieke 'entrepreneurs', populisme, politiek extremisme en geloof in samenzweringen. Krouwel was van 1994 tot 1999 deelraadslid voor de PvdA in Amsterdam.

## Kieskompas
In 2006 ontwikkelde Krouwel in samenwerking met het dagblad Trouw het Kieskompas, een hulpmiddel op het internet voor Nederlandse stemmers bij het maken van een politieke keuze. Het Kieskompas is een alternatief voor de Stemwijzer.
Naast de Nederlandse parlementsverkiezing van 2006 is het Kieskompas inmiddels ingezet bij parlementsverkiezingen in België, Zweden, het Verenigd Koninkrijk, Duitsland, Spanje, Portugal, Egypte, Tunesië, Turkije, Roemenië, Israël, Canada, Macedonië en Marokko, als ook bij presidentsverkiezingen in de Verenigde Staten, Frankrijk, Venezuela, Ghana en Mexico. Bij de Europese verkiezingen van 2009 en 2015 maakte Krouwel een stemhulp voor alle EU landen. Samen met de Parijse universiteit Sciences Po is een website ontwikkeld voor de Franse presidentsverkiezingen en voorverkiezingen van 2017. Het kieskompas was ook te gebruiken bij gemeenteraadsverkiezingen, Provinciale Statenverkiezingen en de Waterschapsverkiezingen in Nederland en lokale verkiezingen in Duitsland en Turkije.
In 2006 won Krouwel samen met Bas de Vries voor het ontwikkelen van het Kieskompas De Tegel, de Nederlandse prijs voor journalistiek.